# Cine Paissandu
O Cine Paissandu foi um cinema da capital paulista, quando o centro da cidade e os seus cinemas estavam nos seus dias de glória.
Foi inaugurado em 1957, junto com o Cine Olido. Na época, seus elevadores de acesso causaram estranhamento; a sala tinha capacidade para cerca de 2.150 lugares. Seu hall de entrada tinha um painel de cerca de 15 metros, representando danças típicas brasileiras. Era todo revestido em mármore travertino. Tombada pelo patrimônio histórico da cidade desde 1992, encontra-se desativado, à espera de investimentos que cubram as exigências de segurança para reabri-lo.